# 小兔儿风
小兔儿风（学名：Ainsliaea nana）是菊科兔儿风属的植物，是中国的特有植物。分布于中国大陆的四川等地，生长于海拔1,200米至2,400米的地区，多生在林下，目前尚未由人工引种栽培。